# Cerastium filifolium
Cerastium filifolium là loài thực vật có hoa thuộc họ Cẩm chướng. Loài này được Vest mô tả khoa học đầu tiên năm 1820.